# Strandvejs-Gasværket
A/S Strandvejs-Gasværket var et gasværk mellem Strandvejen og Tuborg Havn i Hellerup, Gentofte Kommune. Værket blev etableret 1893 og nedlagt 1983 som det sidste kulgasværk i Danmark, idet kulgassen ikke længere kunne konkurrere med naturgassen fra Nordsøen. Anlæggets bygninger var tegnet af bygningsinspektør Andreas Thejll og senere udvidet af Louis Jeppesen og er alle revet ned, på nær direktørboligen på Carolinevej 32. På arealet ligger i dag Tuborg Nord-området med erhvervsdomiciler og boliger.
I 1962 indgik Frederiksberg Kommune en interessentkontrakt med A/S Strandvejsgasværket om levering af gas fra 1. januar 1964.
Gasmuseet i Hobro har en model af Strandvejsgasværket, som det så ud i 1943. Modellen er en gave fra Hovedstadsregionens Naturgasselskab, der ejede værket.

## Bestyrelsesformænd
- 1928-1952: H.W. Pade (medlem fra 1921)